# Egegik
Egegik (en Yup'ik Igyagiiq) és un municipi de l'estat d'Alaska, als Estats Units. Segons el cens del 2010 la seva població era de 109 habitants.

## Geografia
Egegik es troba a la costa oriental de la badia de Bristol, i més concretament de la petita badia d'Egegik. La vila està situada dalt un petit penya-segat, tot seguint la riba sud del riu Egegik, a la part interior de la badia Egegik.
Segons l'oficina de cens dels Estats Units la seva superfície és de 347 km², dels quals 85 km² són de terra i 262 km² (75,54%) d'aigua.

## Demografia
Segons el cens del 2010, Egegik tenia una població en la qual el 47,7% eren blancs, 39,4% amerindis, 0,6% illencs del Pacífic, el 4,9% d'altres races i el 7,3% pertanyien a dues o més races. Del total de la població l'1,8% eren hispas o llatins.

## Poblacions més properes
El següent diagrama mostra les poblacions més properes.